# Stocksee
Stocksee er en by og kommune i det nordlige Tyskland, beliggende i Amt Bornhöved i den nordlige del af Kreis Segeberg. Kreis Segeberg ligger i den sydøstlige del af delstaten Slesvig-Holsten.

## Geografi
Byen ligger ved søen Stocksee omkring 20 kilometer øst for Neumünster.